# Wspólnota administracyjna Hanstein-Rusteberg
Wspólnota administracyjna Hanstein-Rusteberg (niem. Verwaltungsgemeinschaft Hanstein-Rusteberg) – wspólnota administracyjna w Niemczech, w kraju związkowym Turyngia, w powiecie Eichsfeld. Siedziba wspólnoty znajduje się w miejscowości Hohengandern.
Wspólnota administracyjna zrzesza 14 gmin wiejskich:
1. Arenshausen
2. Bornhagen
3. Burgwalde
4. Freienhagen
5. Fretterode
6. Gerbershausen
7. Hohengandern
8. Kirchgandern
9. Lindewerra
10. Marth
11. Rohrberg
12. Rustenfelde
13. Schachtebich
14. Wahlhausen